# Exergia
In termodinamica l'exergia di un sistema è la massima frazione di energia di prima specie (meccanica, elettrica, potenziale, cinetica, elettromagnetica, chimica) che può essere convertita in lavoro meccanico mediante macchina reversibile ed è un concetto utilizzato per definire i fenomeni termodinamici senza introdurre il concetto di entropia. L'exergia si conserva nei processi reversibili e diminuisce nei processi irreversibili. L'exergia è impiegata in ambito della termoeconomia per valutare il valore economico di un flusso energetico.
Nello studio dei processi termodinamici il concetto di exergia si lega con quello di anergia, definita come quella parte di energia che in una trasformazione irreversibile si trasforma in calore.

## Applicazione ai principi della termodinamica
Il primo principio della termodinamica formulato attraverso i concetti di anergia ed exergia diventa:
La somma di anergia ed exergia attraverso qualsiasi processo rimane costante.
Mentre il secondo principio della termodinamica può essere enunciato come:
L'exergia si conserva nei processi reversibili, parte dell'exergia si trasforma in anergia nei processi irreversibili, l'anergia non si può trasformare in exergia.